# Lögn, förbannad lögn och statistik

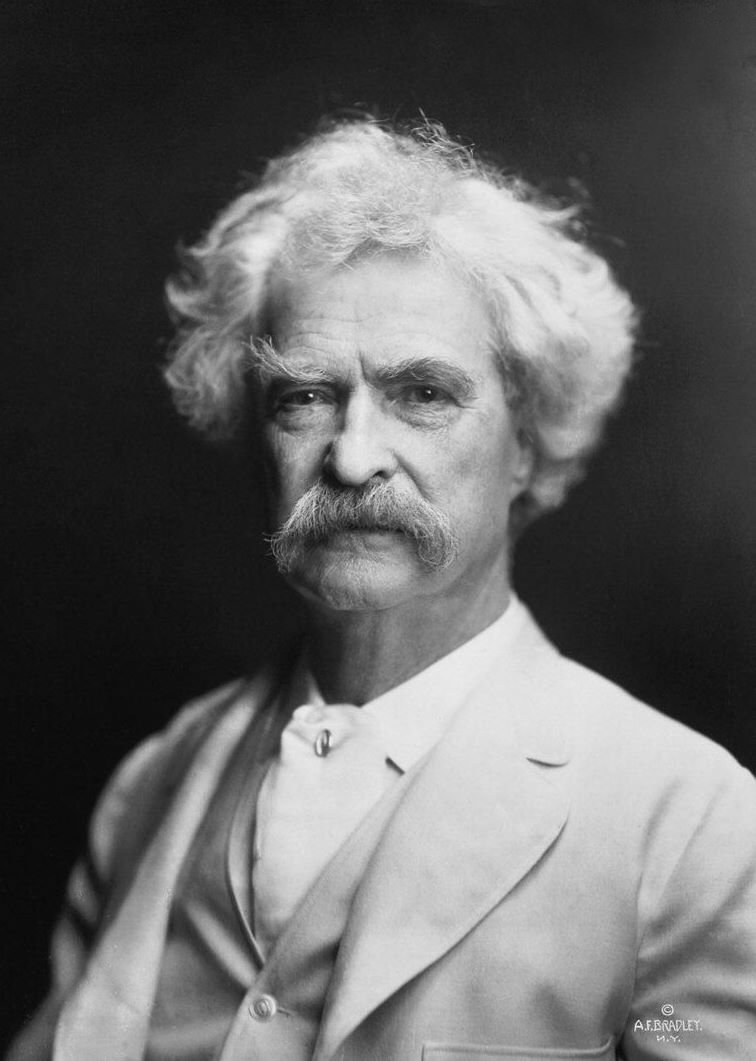
Den amerikanske författaren Mark Twain (1835–1910), som brukar tillskrivas citatet men som själv, felaktigt, tillskrev det den engelske författaren och politikern Benjamin Disraeli.

"Lögn, förbannad lögn och statistik" är en bevingad fras som beskriver användning av statistik – inte sällan felaktig eller överdriven – för att stärka svaga argument. Hela citatet lyder "Det finns tre sorters lögn: lögn, förbannad lögn och statistik", från engelskans "There are three kinds of lies: lies, damned lies, and statistics.". Ofta översätts det med pluralformer, "Det finns tre sorters lögner: lögner, förbannade lögner och statistik."

## Användning
Frasen används ofta för att visa på osäkerheten och manipulerbarheten som finns inneboende inom det statistiska området, något som statistiker ibland vänder sig emot. Statistiker brukar exempelvis ange osäkerhetsintervall för att visa på förtroendegraden för sina egna data, men samtidigt kan samma data användas för att ge olika resultat. Några metoder som används är att välja bort data som talar emot den föredragna slutsatsen, att hitta på procentsatser utan grund i undersökningar eller sponsrade undersökningar.
Enligt vissa mätningar är det ett av de mest använda citaten i brittiska medier. En orsak till detta kan vara att många litar på statistik samtidigt som de är okunniga om hur statistiken tas fram.

## Historia

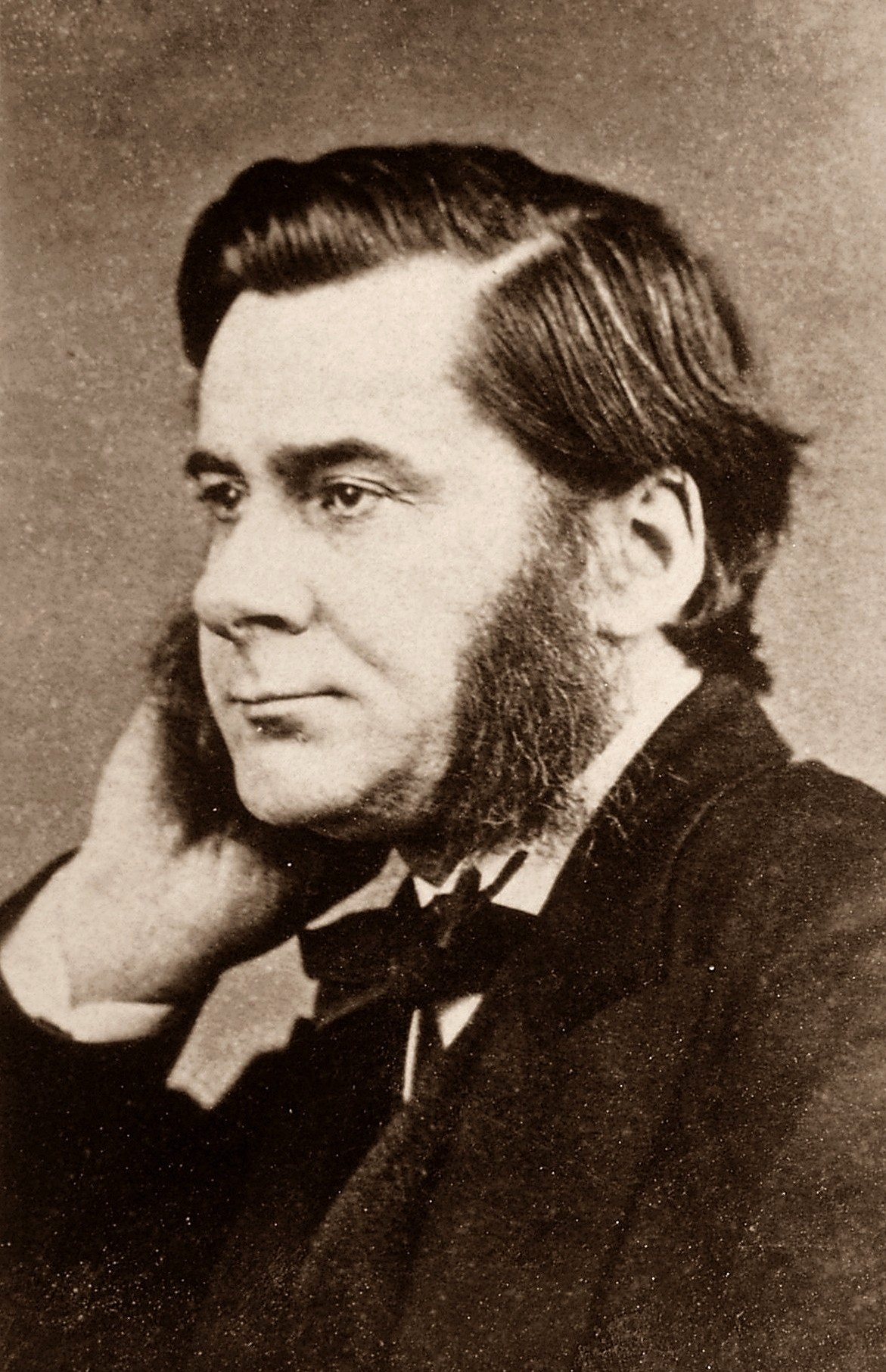
Thomas Henry Huxley (1825–1895), engelsk biolog, var en av de tidigaste som använt en variation av uttrycket.

Uttryckets ursprung är inte helt klart. Författaren Mark Twain, som ibland förknippas med uttrycket, tillskrev det i sin självbiografi den brittiska premiärministern Benjamin Disraeli. Den första sådana tillskrivningen skedde redan 1895. Det har dock inte påträffats något sådant citat i Disraelis samlade verk eller brev. En möjlighet är att Twain tolkat ett tal från 1895 av Leonard H. Courtney, där Courtney nämner en "vis statsman", som att det syftar på Disraeli. Courtney var själv ordförande i Royal Statistical Society mellan 1897 och 1899.
Redan 1892 skrev Arthur James Balfour (en tung politiker i det brittiska konservativa partiet under drygt femtio år) i en artikel att professorn Joseph Munro i ett sällskap påminde om det redan då gamla uttrycket med samma lydelse. En annan kandidat är Sir Charles Dilke, då med lydelsen att "falska påståenden kan sorteras in under tre rubriker: smålögner, lögner och statistik".
Variationer av uttrycket finns från tidigare, med exempel såsom att "det finns tre sorters lögnare: enkla lögnare, förbannade lögnare och experter" (Thomas Henry Huxley, 1885).